# مد وجزر
المَدُّ والجَزْر هي ظاهرة طبيعية من مرحلتين تحدث لمياه المحيطات والبحار. مرحلة المَدّ يحدث فيها ارتفاع مؤقت متدرج في منسوب مياه سطح المحيط أو البحر. ومرحلة الجَزْر يحدث فيها انخفاض مؤقت متدرج في منسوب مياه سطح المحيط أو البحر. وتنجم هذه الظاهرة عن التأثيرات المجتمعة لقوى جاذبية القمر والشمس وحركة دوران الأرض التي تولد بعض القوة الطاردة المركزية عند خط الاستواء.
بعض الشواطئ يحدث بها ذروتين متساويتين تقريباً للمد، وحضيضين للجزر كل يوم، ويسمى ذلك بالمد نصف اليومي. بعض المواقع الأخرى يحدث بها ذروة واحدة للمد وحضيض واحد للجزر فقط كل يوم، ويسمي ذلك بالمد اليومي. بعض المواقع يحدث بها مدان وجزران متفاوتان في اليوم الواحد، وفي بعض الأحيان الأخرى يحدث بها مد وجزر واحد كل يوم، وهذا ما يسمى بالمد المختلط. تتأثر آونة ومطال المد والجزر في مكان ما بالمحاذاة بين الشمس والقمر، وبنمط المد والجزر في المياه العميقة للمحيط، وبأنظمة التقابُل المساري للمحيطات، وبشكل الخط الساحلي وبقياس الأعماق القريبة من الشاطئ (انظر التوقيت).

## منشآت المد والجزر
مقالة رئيسية: منشآت مد وجزر
إن منشآت
المد والجزر هي منشآت تعتمد على ظاهرتي المد والجزر، حيث أن كل من الشمس والقمر تؤثر على الأرض وعلى مياه البحار والمحيطات بفعل الجاذبية حيث تسبب جاذبية الشمس للأرض ما يسمى بالمد الشمسي solar tide وتؤثر جاذبية القمر بما يسمى بالمد القمري Lunar tide ويسبب هذان المدان حركة دورية ومتوقعة للمياه ذهابا وإيابا على شواطئ الأرض.

## كيفية حدوث ظاهرة المد والجزر

توضيح تأثير القمر على حدوث المد. بالإضافة إلى ذلك يحدث مد صغير على ناحية الأرض المواجهة للشمس.

تنشأ حركة المد والجزر بفعل جاذبية الشمس والقمر لمياه البحار والمحيطات ولأن القمر أقرب إلى الأرض فتأثير جاذبيته تكون أكبر رغم صغر حجمه؛ فنستنتج أن جاذبية القمر هي أهم عامل في حدوث المد والجزر. يحدث المد والجزر مرتين كل يوم «مرة كل 12 ساعة» لأن أجزاء سطح الأرض تمر أثناء دورتها أمام القمر فيحدث المد في الأماكن المواجهة للقمر، ثم لا يلبث أن يحدث الجزر عندما تبتعد هذه الأماكن عنه. ويختلف ارتفاع المد باختلاف موقع القمر في مداره بالنسبة لكل من الأرض والشمس.
- في المحاق والبدر يعلو المد إلى أقصى دورته نظرا لوقوع الشمس والقمر في جهة واحدة تسمى هذه الظاهرة (سيزجي). وتبلغ قوة جاذبية القمر أقصاها عند ظاهرة الكسوف عندما يكون القمر بين الشمس والأرض فيكون تأثيرهما المشترك على الأرض شديدا.
- في الأسبوعين الأول والثالث من الأشهرالقمرية يحدث ما يسمى بالمد الخائر، حيث يكون المد أضعف من المعتاد بسبب وقوع كل من الشمس والقمر على ضلعي زاوية قائمة رأسها مركز الأرض وبذلك تقلل جاذبية الشمس من تأثير جاذبية القمر.
أهمية ظاهرة المد والجزر:
لحركات المد والجزر أهمية بالغة فهي تعمل على تطهير البحار والمحيطات من الشوائب، وكذلك تطهير مصبات الأنهار والموانئ من الرواسب. كما يستغلها الإنسان في تحديد مواعيد دخول السفن إلى المواني التي تقع على مياه ضحلة. ولكن المد الشديد قد يشكل خطرا على الملاحة وخاصة في المضايق.
إن ظاهرة المد والجزر من الظواهر الطبيعية المنتشرة في جميع بحار العالم، ونسبة ارتفاع المد وانخفاض الجزر تختلف من القطب الشمالي إلى القطب الجنوبي مرورا بخط الاستواء. ففي بعض المناطق من العالم تصل إلى أكثر من 200 سم، وفي مناطق أخرى لا تزيد عن 30 سم. وظاهرة المد والجزر تحدث يوميا 4 مرات (كل 6 ساعات تحدث الظاهرة)، في محافظة البصرة وفي شط العرب وشط البصرة فضلا عن السواحل المجاورة للخليج العربي في خور الزبير ومدينة الفاو. وقد تصل ظاهرة المد والجزر إلى أكثر من 80 سم في مدينة البصرة وتنخفض كلما توغلنا نحو الشمال إلى ان تختفي هذه الظاهرة في مدينة القرنة.
نبذة تاريخية:

صور متحركة للمد متابعة لحركة القمر في دورانه حول الأرض ؛ موقع الشمس في الشكل إلى اليمين.

فطن الإنسان منذ العصور القديمة إلى استغلال قوى المد والجزر في إدارة طواحينه لطحن الغلال. وما تزال توجد آثار هذه الطواحين على شواطئ مقاطعة (بريتاني) في شمال فرنسا منذ القرن الثاني عشر الميلادي.
والفكرة التي تعمل بموجبها هذه الطواحين بسيطة للغاية، وتتلخص في حجز ماء المد في خزان أثناء المد العالي. وعندما يمتلئ الخزان بالماء تقفل بوابات خاصة. بعد ذلك عندما يحدث الجزر فيكون سطح الماء في الخزان أعلى من مستوى سطح البحر، حينئذ يبدأ الماء في الانسياب ويدير الطاحونة المائية. وطورت فرنسا في عقودنا الحالية السدود بحيث تستطيع إنتاج الكهرباء من المياه المخزونة في منطقة بريتاني.
عوامل المد والجزر:
1- قوة جذب القمر والشمس للأرض.
2- قوة الطرد المركزي الناتجة عن دوران الأرض حول محورها.

## الخصائص
أعلى المد أو ذروة المد هو أحد طرفي ظاهرة المد والجزر المعروفة ويطلق أعلى المد عادة على الفترة الزمنية اليومية التي يكون فيها ماء البحر في أعلى مستوى له. يحدث في مكان معين مدان في كل يوم يتخللها جزران أيضا.

## معرض صور

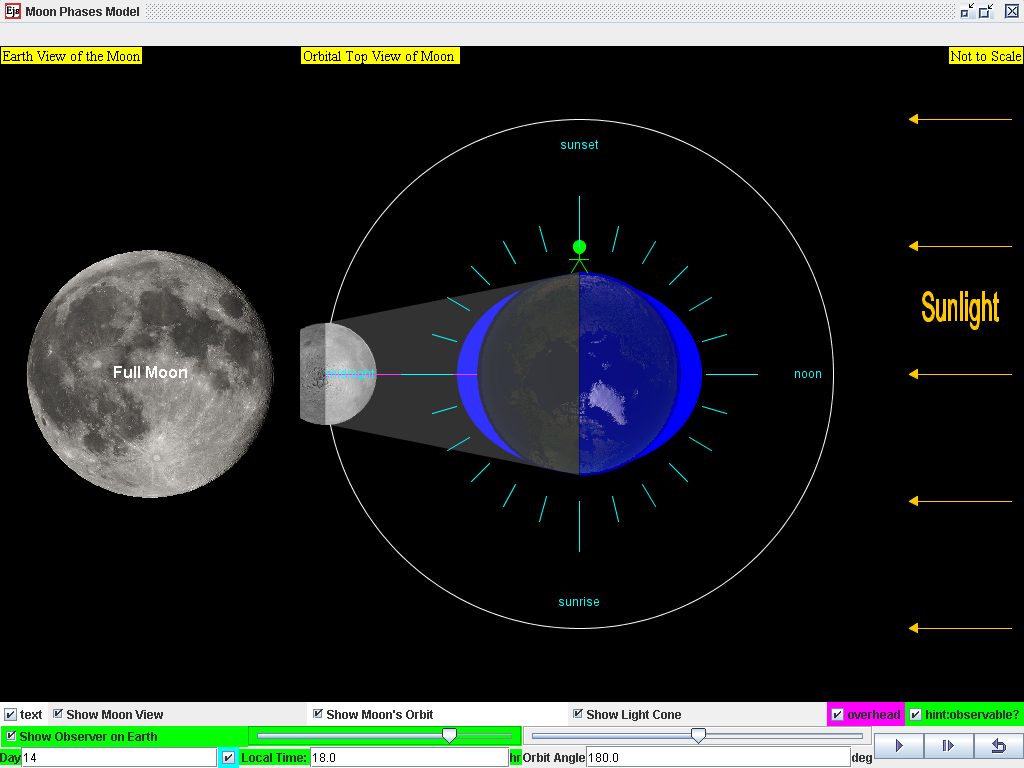
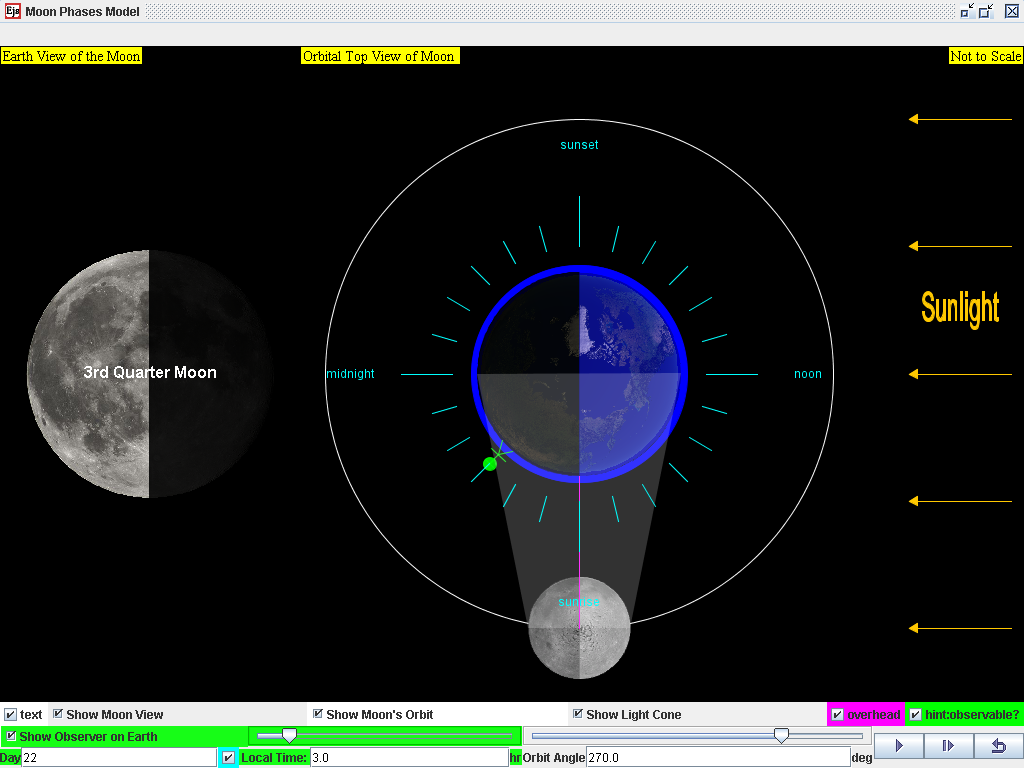
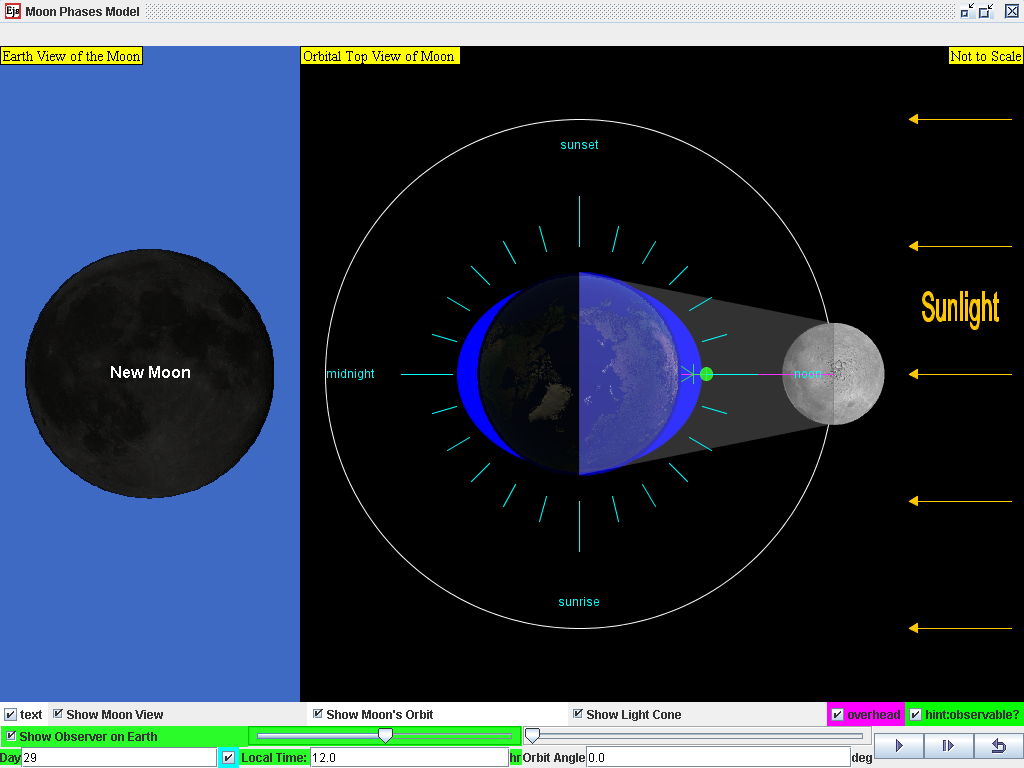
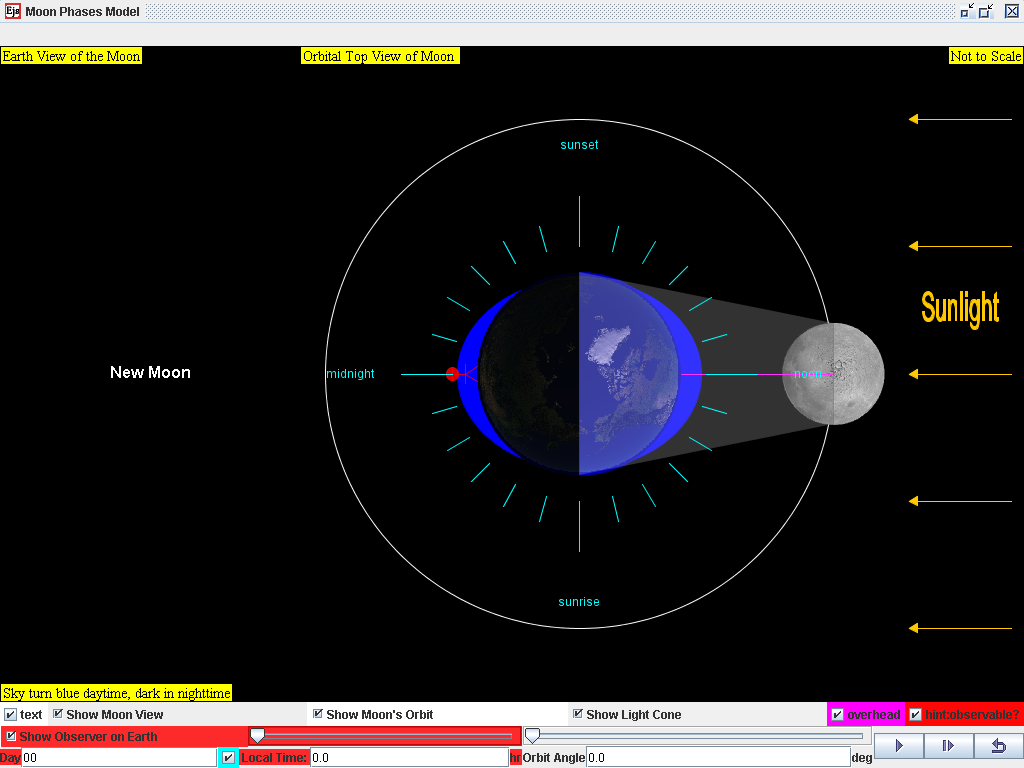
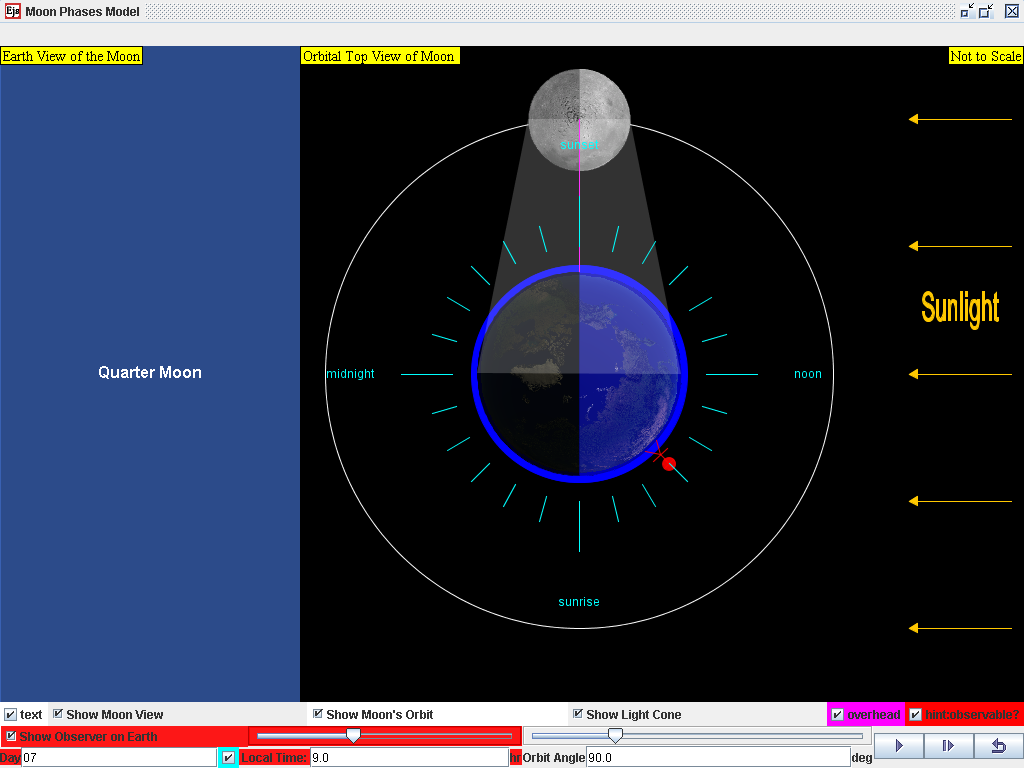